# Зырянское (Томская область)
Зыря́нское (Зыря́нка) — село в России, административный центр Зырянского района и Зырянского сельского поселения Томской области.
Население составляет 5246 человек (2021).

## География
Село расположено на реке Чулым (приток Оби), в 130 км от областного центра — города Томска.

В селе Зырянское климат умеренно-холодный. В течение года значительное количество осадков, даже в сухие месяцы. По классификации климатов Кёппена — влажный континентальный климат (индекс Dfb) с тёплым летом и равномерным увлажнением в течение года.
| Показатель                                                                       | Янв.  | Фев.  | Март  | Апр. | Май  | Июнь | Июль | Авг. | Сен. | Окт. | Нояб. | Дек.  | Год  |
| -------------------------------------------------------------------------------- | ----- | ----- | ----- | ---- | ---- | ---- | ---- | ---- | ---- | ---- | ----- | ----- | ---- |
| Средний суточный максимум, °C                                                    | −13,5 | −11,1 | −2,1  | 6,7  | 15,5 | 22,5 | 25,1 | 21,5 | 14,9 | 4,6  | −5,5  | −11,4 | 5,7  |
| Средняя температура, °C                                                          | −17,9 | −16,3 | −7,9  | 1,2  | 9,3  | 16,2 | 19,1 | 16,0 | 9,8  | 1,0  | −9,4  | −15,7 | 0,5  |
| Средний суточный минимум, °C                                                     | −22,2 | −21,5 | −13,6 | −4,2 | 3,2  | 10,0 | 13,2 | 10,5 | 4,8  | −2,5 | −13,2 | −20   | −3,9 |
| Норма осадков, мм                                                                | 27    | 18    | 20    | 32   | 48   | 65   | 66   | 71   | 48   | 52   | 44    | 32    | 523  |
| Источник: Климат Зырянского. ru.climate-data.org. Дата обращения: 3 ноября 2022. |       |       |       |      |      |      |      |      |      |      |       |       |      |

## Население
| 1926  | 1959  | 1970  | 1979  | 1989  | 2002  | 2010  |
| ----- | ----- | ----- | ----- | ----- | ----- | ----- |
| 1555  | ↗5437 | ↗5610 | ↗6479 | ↗7514 | ↘6267 | ↘5632 |
| 2012  | 2013  | 2014  | 2015  | 2016  | 2021  |       |
| ↘5567 | ↘5516 | ↘5407 | ↘5267 | ↘5150 | ↗5246 |       |

## Средства массовой информации
«Сельская правда»

## Русская православная церковь
Храм святителя Николая Чудотворца.

## Известные жители
- Степичев, Яков Арсентьевич (1918—1992) — участник Великой Отечественной войны, .
- Егоров, Гаврил Иосифович — участник Великой Отечественной войны, .